# Dasineura lini
Dasineura lini är en tvåvingeart som först beskrevs av Barnes 1936.  Dasineura lini ingår i släktet Dasineura och familjen gallmyggor. Inga underarter finns listade i Catalogue of Life.